# واحد علی‌اف
واحد علی‌اف (ترکی آذربایجانی: Vahid Əli oğlu Əliyev; ۱۹ آوریل ۱۹۶۹ –) سپهبد نیروهای مسلح جمهوری آذربایجان و دستیار رئیس‌جمهور آذربایجان در امور نیروهای مسلح است. وی سابقه معاونت نهاد ریاست جمهوری آذربایجان در میان سال‌های ۲۰۱۲ تا ۲۰۱۷ را نیز در کارنامه خود دارد.

## زندگی‌نامه
واحد علی‌اف در ۱۹ آوریل سال ۱۹۶۹ در شهر باکو به دنیا آمد. در بین سالهای ۱۹۸۳ الی ۱۹۸۶ در مدرسه عالی نظامی جمشید نخجوانسکی تحصیل گرفت. سپس در مدرسه عالی نظامی- سیاسی نیروی هوایی لنینگراد به نام یوری آندروپوف به ادامه تحصیل پرداخت. وی همچنین دانش‌آموخته رشته حقوق از دانشگاه دولتی آذربایجان است.

## فعالیت
واحد علی‌اف در سالهای ۱۹۹۰–۱۹۹۱ در واحد نظامی هدف ویژه نیروهای مسلح شوروی خدمت کرد. از سال ۱۹۹۱ تا ۱۹۹۶ به عنوان کمیسر عملیات در اداره ویژه تحت ریاست جمهوری آذربایجان و همچنین رئیس یک قسمت فعالیت داشت. از ماه مارس تا نوامبر سال ۱۹۹۶ ریاست اداره ویژه در جمهوری خودمختار نخجوان را عهده‌دار شد. در میان سالهای ۱۹۹۶ الی ۱۹۹۷ بود که معاونت وزارت امنیت ملی جمهوری خودمختار نخجوان را به عهده داشت. وی سمت وزارت امنیت ملی جمهوری خودمختار نخجوان را در بین سالها ۱۹۹۷ تا ۲۰۰۲ در کارنامه خود دارد.
طبق فرمان رئیس‌جمهوری آذربایجان مورخ ۱۲ آوریل سال ۲۰۰۲، به عنوان دستیار رئیس‌جمهوری آذربایجان منصوب شد.
به فرمان رئیس‌جمهوری آذربایجان به تاریخ ۳۰ نوابر ۲۰۱۲، معاون رئیس نهاد ریاست جمهوری آذربایجان تعیید شد.